# Urban Aeronautics
Urban Aeronautics Ltd. (UrbanAero) — израильская компания, специализирующаяся в разработке и производстве военных и коммерческих дронов (БПЛА) с вертикальным взлётом и посадкой (СВВП).
Компания была создана в 2001—2002 гг. Рафи Йоэли — специалистом с более 25 лет стажем службы в ВВС Израиля и работы на предприятиях концерна «Израильской авиационной промышленности» в качестве разработчика оборудования для авиации и космоса. 
Штаб-квартира компании находится в г. Явне (Центральный округ Израиля)

## Продукция
- AirMule[3][4][5][6][7][8][9]
- Centaur[10][6]
- X-Hawk[11][12][13][14]